# El Vellón
El Vellón es un municipio y localidad española de la Comunidad de Madrid. El municipio tiene una superficie de 34,14 km² y cuenta con una población de 2166 habitantes (INE 2024), repartidos entre dos núcleos de población: El Vellón propiamente dicho y El Espartal, situado a 5 km hacia el este, en dirección a Torrelaguna. El Vellón se sitúa en las faldas de la Sierra Norte a 43 km de Madrid.

## Símbolos
El escudo heráldico y la bandera que representan al municipio fueron aprobados oficialmente en 1992. El blasón que define al escudo es el siguiente:

Escudo de gules, un cerro de sinople sumado de atalaya de plata, aclarada de gules, cargado de una oveja también de plata. Bordadura de plata cargada de una pleita de sinople. Al timbre Corona Real Cerrada.
Boletín Oficial del Estado nº 108 de 5 de mayo de 1992

La descripción textual de la bandera es la siguiente:

Bandera rectangular de proporciones 2:3, formada por dos franjas horizontales iguales, roja la superior y verde la inferior, cargada en el centro de una atalaya blanca.
Boletín Oficial del Estado nº 108 de 5 de mayo de 1992

## Geografía

Extensión del término municipal en la Comunidad de Madrid

Integrado en la comarca de Sierra Norte, se sitúa a 48 km de Madrid. El término municipal está atravesado por la autovía del Norte (A-1), por la carretera nacional N-320, entre los pK 327 y 329, y por carreteras locales que conectan con la autovía del Norte y la N-320 (M-122), con El Molar y Torrelaguna (M-129).

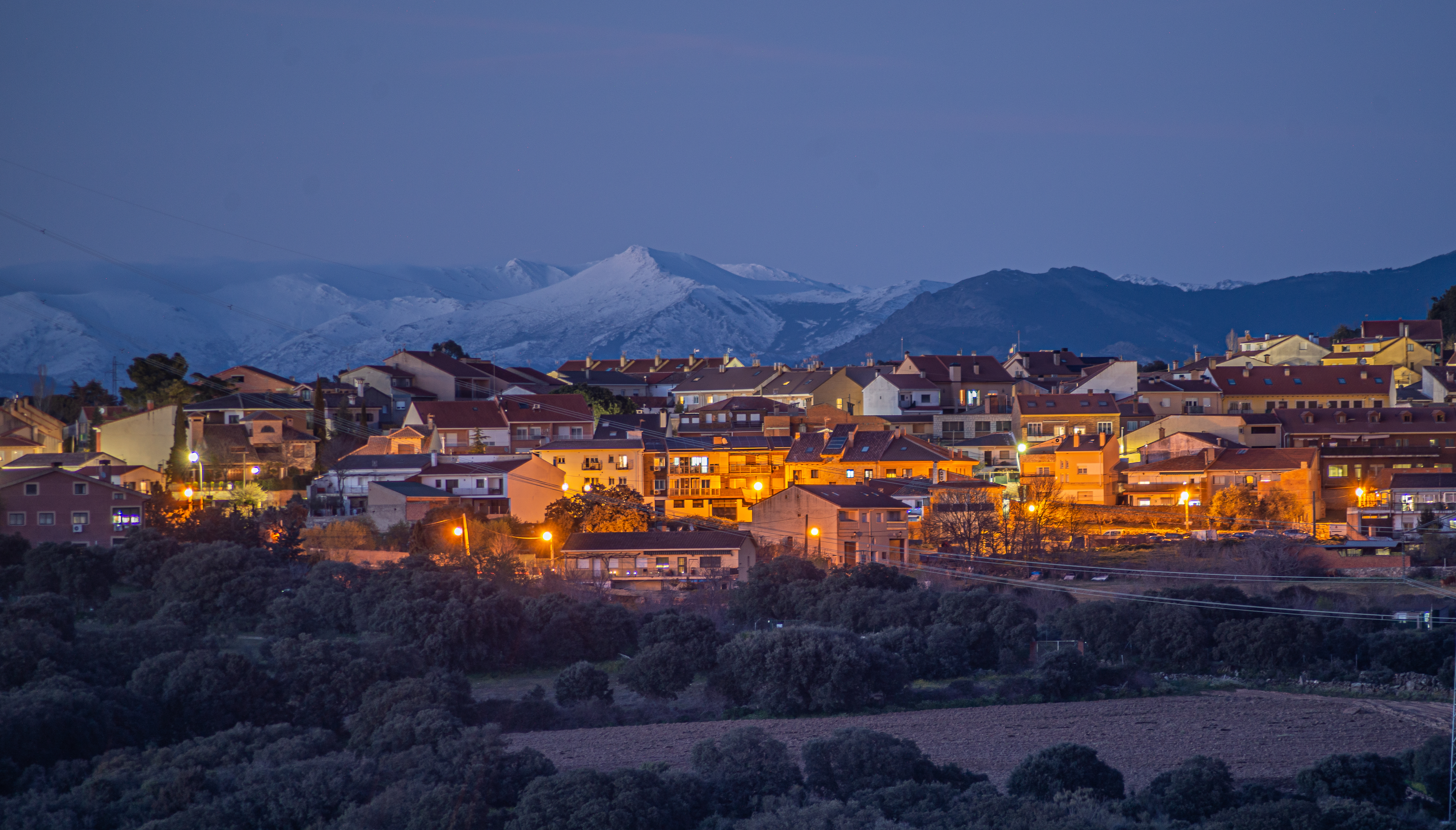
Vista nocturna

El relieve del municipio es predominantemente montañoso, aunque por el este conecta con el valle del río Jarama, el cual hace de límite con Talamanca de Jarama. La altitud oscila entre los 945 m al noroeste (Atalaya de Venturada) y los 645 m a orillas del Jarama. La localidad se alza  a una altitud de 888 m sobre el nivel del mar.
| Noroeste: Venturada                       | Norte: Redueña y Torrelaguna | Noreste: Uceda (Guadalajara) y Talamanca de Jarama |
| Oeste: Guadalix de la Sierra y Pedrezuela |                              | Este: Talamanca de Jarama                          |
| Suroeste: Pedrezuela                      | Sur: El Molar                | Sureste: Talamanca de Jarama                       |

## Historia
Hacia mediados del siglo XIX, el lugar tenía contabilizada una población de 883 habitantes. La localidad aparece descrita en el decimoquinto volumen del Diccionario geográfico-estadístico-histórico de España y sus posesiones de Ultramar de Pascual Madoz de la siguiente manera:

VELLÓN (el): v. con ayunt. de la prov. y aud. terr. de Madrid (8 leg.), part. jud. de Torrelaguna (1/2), c. g. de Castilla la Nueva, dióc. de Toledo (20). sit. sobre un cerro, en terreno muy quebrado y como á 1/4 de leg. á la derecha de la carretera general de Madrid á Burgos; la combaten con mas frecuencia los vientos N. y E.; el clima es muy frio y se padecen por lo comun constipados y alguna que otra pulmonia. Tiene 140 casas de inferior construccion, todas diseminadas y algunas entre cercas y prados, lo que hace muy irregulares sus calles, que son pendientes y de mal piso; casa de ayunt., cárcel, escuela de primeras letras comun á ambos sexos, dotada con 1,500 rs.; y una igl. parr. (la Asuncion) con curato de entrada y de provision ordinaria; tiene un anejo en el Espinar; en los afueras se encuentran 2 ermitas, San Blas y Sta. María Magdalena, y el cementerio saludable; y 2 fuentes de buenas aguas, de las cuales y de las de varios pozos se surten los vec. para sus usos. Confina el térm. N. Torrelaguna; E. Talamanca; S. el Molar y Pedrezuela, y O. Guadalix y Venturada. Comprende un cas. titulado la Aldehuela, que perteneció al colegio mayor de Alcalá; un monte poblado de encina; una escelente cantera de yeso blanco; otra de buena cal, varios prados con buenos pastos, á los cuales circundan diferentes olmos; bastante viñedo y algunos olivares: le cruza el r. Jarama, dividiendo este térm. del de Talamanca. El terreno es muy desigual y en su mayor parte de ínfima calidad. caminos: los que dirigen á los pueblos limítrofes en mal estado. El correo se recibe en el Molar por balijero. prod.: trigo, cebada, centeno, avena, algarrobas, garbanzos, almortas, escelentes nabos, vino y algo de aceite; mantiene ganado lanar, vacuno y de cerda: cría caza de liebres, conejos y perdices, y pesca de barbos. pobl.: 148 vec., 883 alm. cap. prod.: 4.404,104 rs. imp.: 198,260. contr.: 9'65 por 100.
(Madoz, 1849, p. 656)

## Demografía
Cuenta con una población de 2166 habitantes (INE 2024).

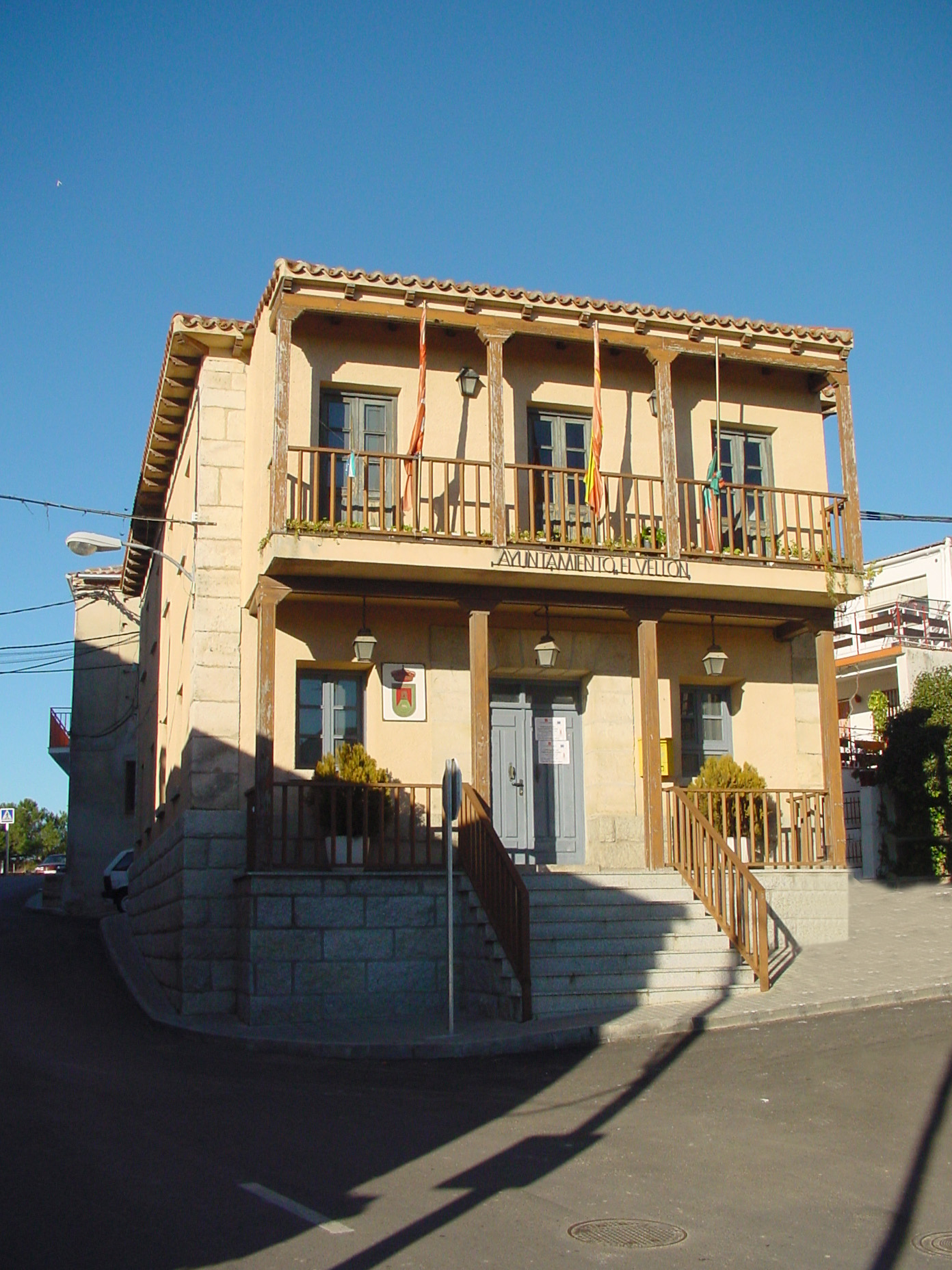
Casa consistorial

| Gráfica de evolución demográfica de El Vellón entre 1842 y 2021                                                       |
| |
| Población de derecho según los censos de población del INE. Población de hecho según los censos de población del INE. |

## Transporte
El Vellón tiene cuatro líneas de autobús, enlazado tres de ellas con Madrid capital, en el intercambiador de Plaza de Castilla. Las cuatro líneas son operadas por ALSA y son:
| Línea | Recorrido                                           |
| ----- | --------------------------------------------------- |
| 191   | Madrid (Plaza de Castilla) – Buitrago del Lozoya    |
| 193   | Madrid (Plaza de Castilla) – Pedrezuela - El Vellón |
| 197D  | Torrelaguna - El Vellón - El Molar                  |
| N104  | Madrid (Plaza de Castilla) - El Molar               |

## Servicios

### Educación
En El Vellón hay una guardería (pública), un colegio público de educación infantil y primaria y un aula de Educación para Adultos dependiente del CEPA El Molar.